# William Pegram
William Ransom Johnson Pegram, connu comme "Willie" ou "Willy", (29 juin 1841 – 2 avril 1865) est un jeune officier d'artillerie important de  l'armée de Virginie du Nord confédérée de Robert E. Lee pendant la guerre de Sécession. Il est mortellement blessé à la bataille de Five Forks. Il est le frère cadet du général confédéré John Pegram, qui a été également tué au combat. Son grand-père, John Pegram, était un major général au cours de la guerre de 1812.

## Biographie

### Jeunesse
Né dans une maison le long de la rue principale à Richmond, en Virginie, Pegram est étudiant à l'école de droit de l'université de Virginie lorsque la guerre de Sécession éclate en 1861.

### Guerre de Sécession
Pegram s'engage rapidement dans une batterie d'artillerie de Richmond connue comme l'« artillerie de Purcell » en avril 1861. Le jeune Pegram deviendra un des officiers d'artillerie préféré du général Ambrose Powell Hill. Il gagne une réputation pour son apparence d'étudiant—sa myopie extrême exige qu'il porte des lunettes cerclées en or même au cœur de la bataille–et pour sa grande intrépidité au combat. Le général confédéré Henry Heth dit que Pegram « a été l'un des rares hommes qui, je crois, était extrêmement heureux lorsqu'il était dans la bataille ». Un de ses soldats rappelle que Pegram pensait qu'« un soldat doit toujours chercher le poste le plus désespéré qui doit être pourvu ».
Pegram amasse une collection louable de combats pendant la guerre de Sécession, d'abord avec la fameuse « division légère » d'A. P. Hill et puis, avec le troisième corps de Hill. Il combat dans pratiquement tous les grandes actions du théâtre oriental dans laquelle l'armée de Virginie du Nord a été engagée.
Willy Pegram gravit les échelons de soldat à colonel de l'artillerie au commandement de soixante canons. Il y a un mouvement en cours pour faire de lui un général, mais cela n'aboutit jamais. On dit que les deux commandants de division Henry Heth et Richard H. Anderson ont demandé séparément sa promotion et son affectation au commandement d'une brigade d'infanterie, et qu'A. P. Hill a approuvé la recommandation de Pegram faite par Heth : « Aucun officier de l'armée de Virginie du Nord a fait plus pour mériter cette promotion que le lieutenant-colonel Pegram ». Mais Lee ne promeut pas Pegram, en disant : « Il est trop jeune—quel est l'âge du colonel Pegram ? » Heth a répondu : « je ne sais pas, mais je suppose environ 25 ». Lee a répondu : « je pense qu'un homme de 25 ans est aussi bon qu'il le sera jamais ; ce qu'il acquiert après cet âge est l'expérience ; mais je ne peux pas comprendre, quand un officier est en train de faire un excellent service où il est, pourquoi il devrait vouloir changer ». Et donc, les recommandations pour la promotion de Pegram sont retournées avec la déclaration que « l'artillerie ne peut pas perdre les services d'un si précieux officier ». En effet, beaucoup pensent que Pegram est le meilleur artilleur de l'armée de Virginie du Nord.
Le frère aîné de Willy, John, est un diplômé de West Point, de la promotion de 1854. John est tué à la bataille de Hatcher's Run en février 1865. La mort dévaste Willy, qui a toujours été proche de son frère aîné.

### Mort
Willy Pegram, dit une fois, « les hommes, à chaque fois que l'ennemi prend un canon de ma batterie, regardez mon corps mort en face ». Le 1er avril 1865, lors de la bataille des Five Forks, une bataille que l'historien sudiste Douglas Southall Freeman considère comme « un jour de catastrophe qui ne doit pas être remémoré uniquement en termes de quatre canons perdus ou de bons soldats capturés », Pegram subit finalement la perte de l'un de ses canons alors qu'il gît blessé mortellement à côté de lui. Il tient bon dans la soirée, mourant à 8 heures le lendemain matin. Il est enterré dans le cimetière d'Hollywood de Richmond.
Pegram est connu sous le pseudonyme de Willy ou Willie. Les membres de sa famille, apparemment utilisent l'orthographe de « Willy » comme son biographe moderne. Freeman, et beaucoup d'autres auteurs de la guerre de Sécession, emploient « Willie ». Le général Joseph R. Anderson, de Tredegar Iron Works, épouse la sœur de Richmond, Mary Evans, en 1881.